# 田舎ずし
田舎ずし、田舎寿司（いなかずし）は、高知県の郷土料理。魚介類ではなく野菜を寿司ネタにした握り寿司である。
土佐田舎寿司（とさいなかずし）とも呼ばれる。

## 概要
高知県の海岸部には魚介類を使った寿司があり、山間部には塩サバを使った姿ずしがある。平野部の少ない高知県では米はごちそうであり、高温多湿の気候にあって食材を保存し、味をつけ、食欲をそそるのに酢は欠かせない食材、調味料であった。高知県では「おきゃく」と呼ばれる宴会が好まれており、なにかにつけて寿司が作られていた。田舎ずしもそういった宴会などの際にふるまわれる料理、皿鉢料理の一品であり、高知県の山間地帯に伝わる料理である。
昆布や海苔が手に入りにくかった時代に山で採れる食材で寿司を作ったのが、田舎ずしの始まりとされる。
寿司飯には柚の酢などの柑橘類の酢を用いる。
ヴィーガニズム（完全菜食主義）との相性も良いことから、官民連携で日本国外への展開も図られている。具材を煮付ける出汁にカツオなどの魚介類由来の食材を使わず、豆や香味野菜から取るなどの工夫が行われている。

## 寿司ネタ
使用される野菜は、地域によっても異なるが、甘酢に漬けたリュウキュウ、ミョウガや甘めに煮たシイタケのほか、コンニャク、シホウチクのタケノコなど幅広い食材が使われる。
通常の握り寿司と同様に寿司飯の上に寿司ネタとなる野菜を乗せるが、シホウチクの空洞部分に酢飯を詰めたり、コンニャクの内側に切れ目を入れて稲荷寿司のようにするものもある。
ミョウガは赤く、リュウキュウは緑色、シイタケは黒く、タケノコは黄色いなど、見た目もカラフルである。

## 食する機会
かつては各家庭で手作りされていたが、下ごしらえに手間がかかるため、各家庭で作られることは少なくなっており、多くの高知県民には市販されているものを購入して食している。
日曜市、直売所等でパック詰めのものが販売されている。高知県内ではスーパーマーケットでも手軽に購入できる。魚を使った一般的な寿司よりも安価に販売されており、高知県民には日常的な食べ物として親しまれている。

## 歴史と名称について
「田舎ずし」と名前がついた由来は明確になっている。
かつて、祝い事も、法事、神祭は各家庭で行うのが当たり前であった時代、200人から300人ほどの高知県山間部の集落では4人から5人の「器用やり」と呼ばれる男性の料理人が指揮を執り、近所の人たちが手伝って後に皿鉢料理を作り宴会を行った。地区の男性たちはそれぞれの家々を飲み歩き、地区の子どもたちはおみやげの寿司を楽しみに待っていた。
高度経済成長期に入ると、農村の作物は多様化し、村の外へ働きに出る人も増えた。女性による生活改善グループが発足し、衛生活動や、味噌やフキの佃煮などの加工品作りが行われるようになる。昭和40年頃から、次第に地域の料理は男性から女性たちによるものへとなっていった。
1986年、米の消費拡大を狙って食糧庁（現・農林水産省総合食料局）は「ふるさとおにぎり百選」を開催する。これに応募するよう葉山村（現・津野町）久保川生活改善グループにも声がかかった。この時に普段から作っていた「寿司」よりほかにないと、山間部では定番のコンニャク、タケノコ、シイタケなどの「寿司」で応募することになるのだが、見た目が地味なのを華やかにしようと、酢漬けにしたミョウガの赤で彩り、青色の大菜を海苔の代わりに使った巻き寿司に、リュウキュウの甘酢漬けを軽く絞って押し寿司にしたものを加えた。緑が目に爽やかで、口にするとシャキッとした歯ごたえもあって、評判は上々であった。ヒノキの特製もろぶたに並べ、四季の花やショウガの酢漬けをバラに見立たものを添えた。応募する料理はこうして完成したが、応募するにあたって名称が必要であったが、「山の食材ばかりでで作る寿司ということでおすしやき」と、なにげなく「田舎ずし」と命名して出品した。「田舎ずし」は「ふるさとおにぎり百選」に選定されることとなった。
久保川生活改善グループでは、「田舎ずし」のレシピをまとめ、配布したところ、翌年には、高知県内各地で次から次へと田舎ずしが現れた。以前から作られていた山菜による「寿司」は、その地味さゆえに陰に隠れていたが、「田舎ずし」と命名されて広く紹介されたことで、短期間で高知名物となり定着した。
その後、1990年にアメリカ合衆国ロサンゼルスで開催された「高知県特産農産物フェア」に出品され、「海を渡った田舎ずし」として評判になってマスコミ報道されたことで、広く認知されるようになった。
次第に過疎化が進み、担い手が減ったことで地域で宴会のごちそうを作る機会が減ると、仕出し屋が肩代わりするようになっていった。しかし2000年代になると、仕出し屋も冠婚葬祭が小規模化し、外食志向も高まったこともあって、出番は少なくなっている。2010年ごろに高知県外から親戚が集まるお盆に「高知らしい料理をふるまいたい」と注文が入った仕出し屋が目をつけたのが「寿司」であった。変わり種寿司で田舎風な盛り合わせを作ってみようと考え、山間部出身の女性の助言を受けて「田舎ずし」を再現、焼きサバ寿司も加えて盛り合わせにした。さらには「田舎」という名前に合わせて青いモミジ、赤く色づいた柿の葉といった自然界のものを一緒に添えた。懐かしさと新鮮さが受けて、「田舎寿司」は仕出し屋の定番メニューとなった。
2017年3月、高知県は文化芸術振興ビジョンを策定し文化芸術活動の支援を開始した。皿鉢料理や田舎ずしと始めとする高知県の寿司など食文化の継承もこれに含まれている。

## その他
- 2021年には、冷凍食品の田舎ずしが開発された[8]。
- 2023年度前期放送のNHK「連続テレビ小説」『らんまん』に登場した[7]。